# Óxido sulfúrico
O óxido sulfúrico, anidrido sulfúrico ou trióxido de enxofre é o óxido de fórmula química SO3.
Ele foi descrito como o óxido de enxofre "inquestionavelmente mais importante economicamente". É preparado em escala industrial, como precursor do ácido sulfúrico (H2SO4).
No meio industrial, o trióxido de enxofre é obtido através da queima do enxofre na presença de oxigênio e catalisado por pentóxido de vanádio (V2O5). Esta reação dá origem ao anidrido sulfúrico. Misturando o anidrido com a água temos o ácido sulfúrico. O trióxido de enxofre também pode ser formado nas chaminés de fábricas que queimam compostos sulfetados.
Pode existir em várias formas: monômero gasoso, trímero cristalino e polímero sólido. Todas as formas são incolores. com uma faixa de líquido relativamente estreita. 

## Estrutura molecular e ligação
A molécula de SO3 é trigonal planar. Como previsto pela teoria da VSEPR, sua estrutura pertence ao grupo pontual D3h. O átomo de enxofre tem um estado de oxidação de +6 e uma carga formal de 0. A ligação S-O é deslocalizada entre os três comprimentos de ligação S-O iguais a 1,42 Å. O momento de dipolo elétrico do trióxido de enxofre gasoso é zero. 

## Polimorfismo do SO3

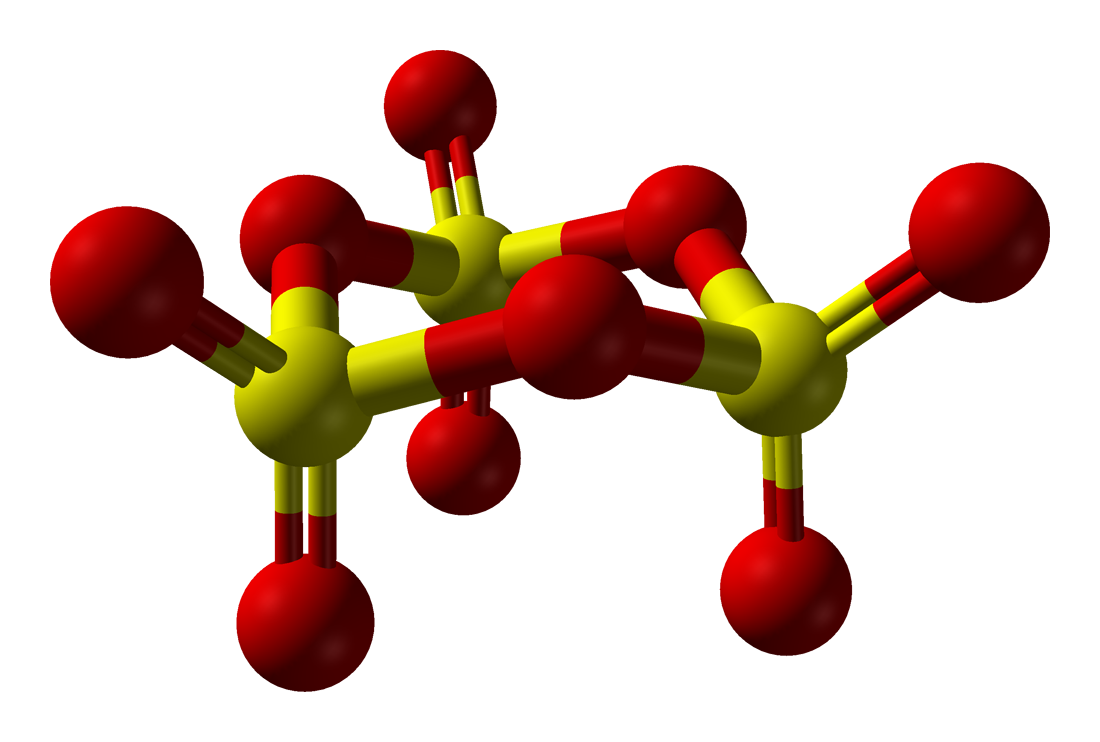
Modelo de bolas e varetas do trímero cíclico do SO_{3}

Tanto o SO3 líquido e gasoso existem em um equilíbrio entre o monômero e o trímero cíclico. A natureza do sólido SO3 é complexa e pelo menos 3 polimorfos são conhecidos, com conversão entre eles sendo dependente de traços de água.
SO3 absolutamente puro congela em uma temperatura de 16,8ºC, dando a forma gama (γ-SO3), que adota a configuração do trímero cíclico [S(=O)2(μ-O)]3.
Se o SO3 for condensando acima de 27ºC, então forma α-SO3, com um ponto de fusão de 62,3ºC. O α-SO3 possui uma aparência fibrosa. Estruturalmente, é o polímero [S(=O)2(μ-O)]n. Cada extremidade do polímero é terminada com grupamentos OH.  
Já o β-SO3, como a forma alfa, também é fibroso, porém com diferente massa molecular, consistindo de um polímero protegido por hidroxila, com ponto de fusão a 32,5ºC. Tanto a forma gama e a beta são metaestáveis, eventualmente se convertendo para a forma estável alfa, se deixadas em repouso tempo o suficiente. Essa conversão é causada por traços de água.
As pressões de vapor relativas de SO3 sólido são: alfa <beta < gama, em temperaturas idênticas, indicativas de suas massas moleculares relativas. O trióxido de enxofre líquido tem uma pressão de vapor consistente com a forma gama. Assim, aquecer um cristal de α-SO3 até seu ponto de fusão resulta em um aumento repentino na pressão de vapor, que pode ser forte o suficiente para quebrar um recipiente de vidro no qual ele é aquecido. Este efeito é conhecido como "explosão alfa".
SO3 é agressivamente higroscópico. O calor da hidratação é suficiente para que as misturas de SO3 e madeira ou algodão entrem em ignição. Nesses casos, o SO3 desidrata esses carboidratos.

## Reações químicas
O trióxido de enxofre passa por diversas reações.

### Hidratação e hidrofluoração
SO3 é o anidrido do H2SO4. Portanto, é suscetível à hidratação:
SO3 + H2O → H2SO4 (ΔHf = −200 kJ mol−1) Trióxido de enxofre gasoso evapora rapidamente mesmo em uma atmosfera relativamente seca, devido a formação de uma névoa de ácido sulfúrico.
Semelhante ao comportamento da água, fluoreto de hidrogênio se adiciona para formar ácido fluorosulfúrico:
SO3 + HF → FSO3H

### Desoxigenação
SO3 reage com pentóxido de dinitrogênio para formar o sal de nitrônio de pirosulfato:
2 SO3 + N2O5 → [NO2]2S2O7

### Oxidante
O trióxido de enxofre é um oxidante. Ele oxida dicloreto de enxofre para cloreto de tionila:
SO3 + SCl2 → SOCl2 + SO2

### Ácido de Lewis
SO3 é um forte ácido de Lewis e rapidamente forma adutos com bases de Lewis. Com piridina, ele forma o complexo de trióxido de enxofre e piridina. Adutos relacionados formam-se de dioxano e trimetilamina.

### Agente sulfonante
O trióxido de enxofre é um potente agente sulfonante, ou seja, ele adiciona grupos SO3 à substratos. Normalmente os substratos são orgânicos. Para substratos ativados, adutos de base de Lewis com trióxido de enxofre são agentes sulfonantes efetivos.

## Produção
A oxidação direta do dióxido de enxofre para trióxido de enxofe no ar ocorre muito lentamente:  
SO2 + 1⁄2 O2 = SO3  

### Industrial
Industrialmente SO3 é produzido pelo processo de contato. Dióxido de enxofre é produzido pela queima de enxofre ou pirita (um minério de ferro sulfetado). Depois de ser purificado por precipitação eletroestática, o SO2 é então oxidado por oxigênio atmosférico entre 400 e 600 oC através de um catalisador. Um catalisador típico consiste de pentóxido de vanádio (V2O5) ativado com óxido de potássio (K2O) em um suporte de diatomito ou sílica. Platina também funciona muito bem, mas é muito cara e é contaminada muito mais facilmente por impurezas, tornando-a inefetiva. A maioria do trióxido de enxofre feita dessa forma é convertida em ácido sulfúrico.

### Laboratório
Trióxido de enxofre pode ser preparado no laboratório pela pirólise em duas etapas do bissulfato de sódio. Pirossulfato de sódio é um produto intermediário.
1) Desidratação em 315 oC:
2 NaHSO4 → Na2S2O7 + H2O
2) Craqueamento em 460 oC:
Na2S2O7 → Na2SO4 + SO3
Em contraste, KHSO4 não passa pela mesma reação.
Também pode ser preparado pela desidratação do ácido sulfúrico com pentóxido de fósforo.

## Impacto ambiental
A forma gasosa do SO3 é o precursor da chuva ácida, podendo causar danos ao ser humano e ao meio ambiente.